# Diabrotica viridifasciata
Diabrotica viridifasciata is een keversoort uit de familie bladkevers (Chrysomelidae). De wetenschappelijke naam van de soort werd in 1887 gepubliceerd door Martin Jacoby.

## Synoniemen
- Diabrotica duplicata Jacoby, 1887[2]